# 阿纳拉曼加大区
阿納拉曼加大區是馬達加斯加的23個大區之一，位於該國中部，北臨贝齐布卡大区，東毗阿劳特拉-曼古鲁大区，南接伊塔西大區和瓦基南卡拉特拉大区，西鄰邦古拉瓦大區，首府是該國首都塔那那利佛，下分8縣，面積17,445平方公里，2004年人口約2,645,000。

## 外部連結
- Plan Régional de Développement, Région Analamanga （页面存档备份，存于） with a presentation (in French).

1. ↑  Region Analamanga
2. ↑  . hdi.globaldatalab.org.   [2018-09-13] （英语）.